# Insectos carroñeros

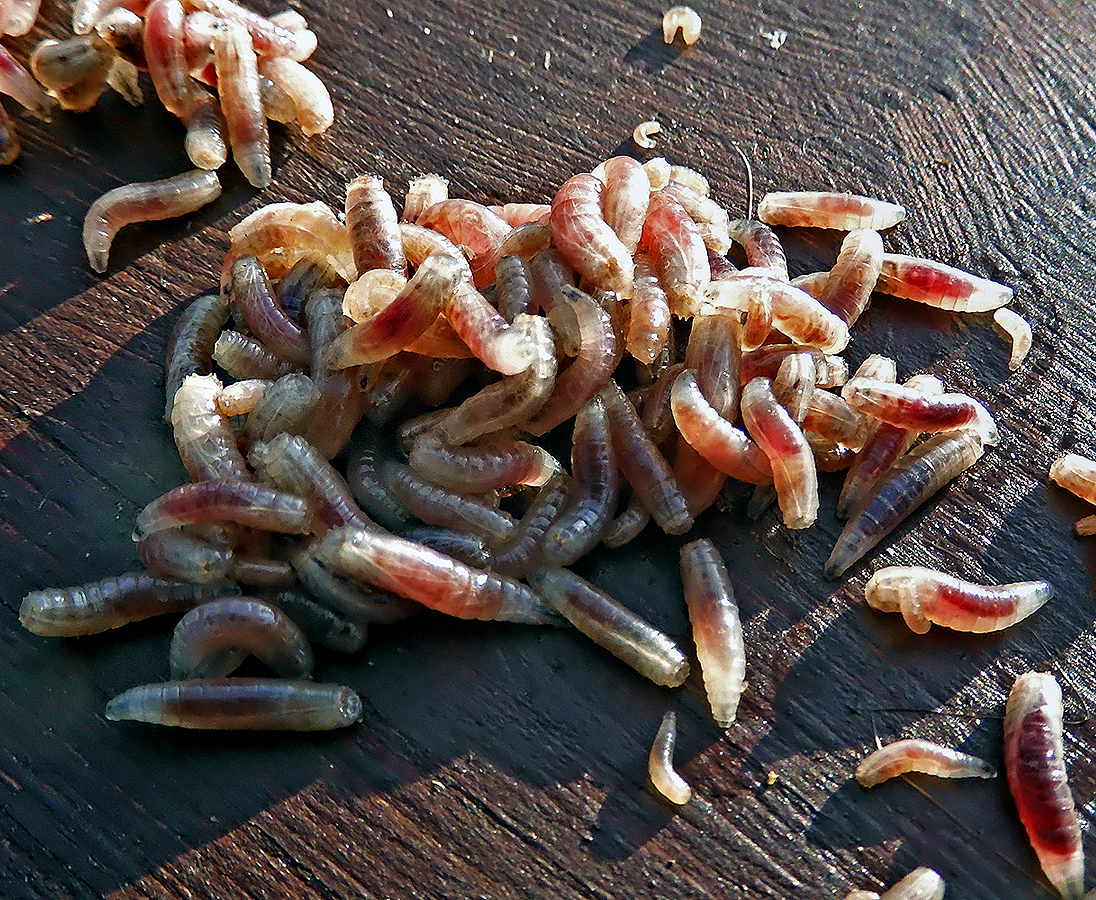
Insectos carroñeros de un conejo

Los insectos carroñeros son insectos asociados a restos en descomposición. Los procesos de descomposición comienzan a los pocos minutos de la muerte. Los restos en descomposición ofrecen un lugar temporal y cambiante de recursos concentrados que son explotados por una amplia gama de organismos, de los cuales los artrópodos son a menudo los primeros en llegar y el grupo explotador predominante. Sin embargo, no todos los artrópodos que se encuentran sobre o cerca de restos en descomposición tienen un papel activo en el proceso.

## Roles ecológicos
Los insectos carroñeros suelen describirse según su función ecológica. Las cuatro funciones más comunes son:
1. Especies necrófagas
2. Depredadores y parásitos de las especies necrófagas
3. Especies omnívoras
4. Especies adventicias

### Especies necrófagas

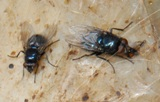
Protophormia terraenovae, una especie necrófaga (Robineau-Desvoidy).

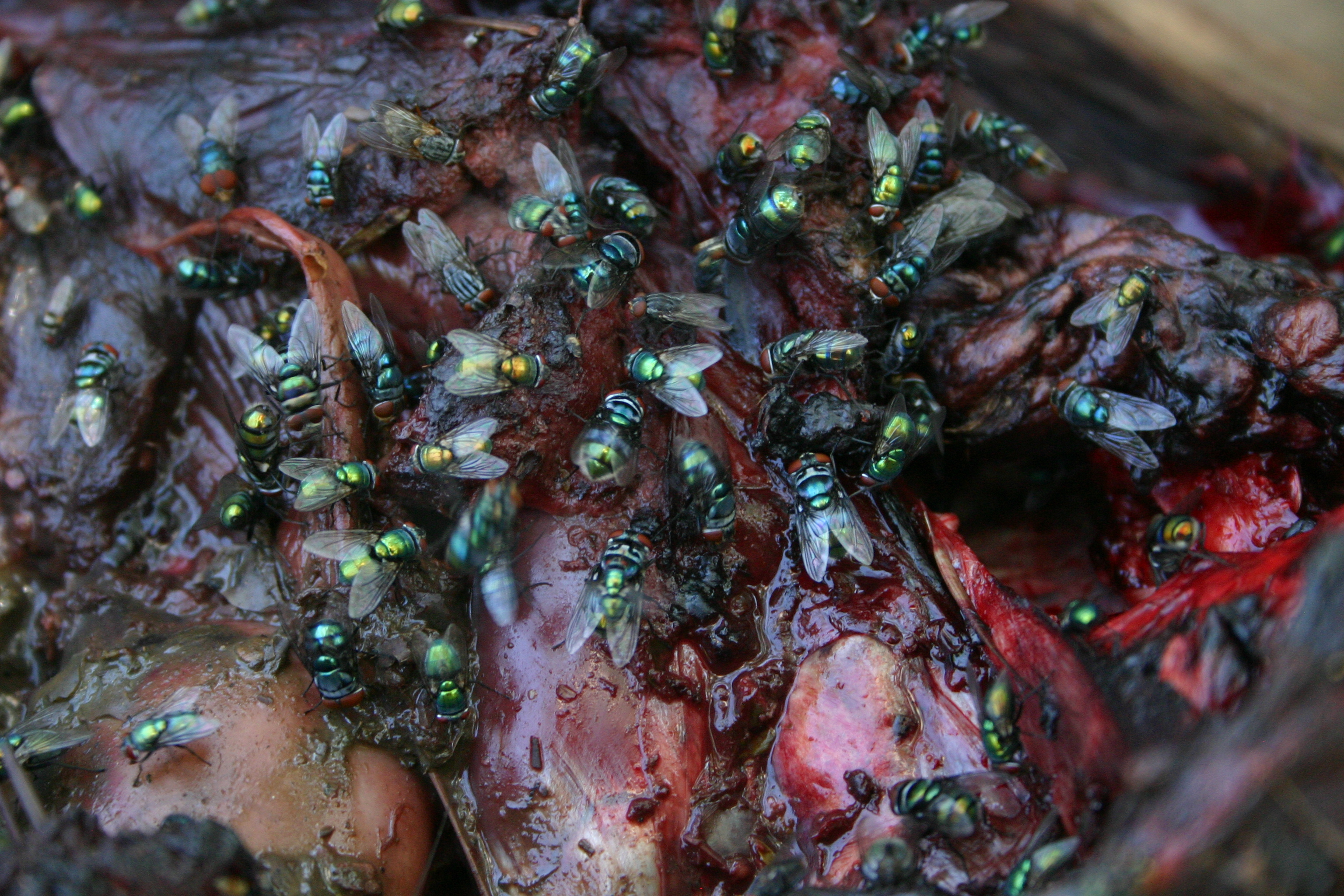
Calliphoridae, Sarcophagidae y Muscidae en cadáveres frescos de puercoespines

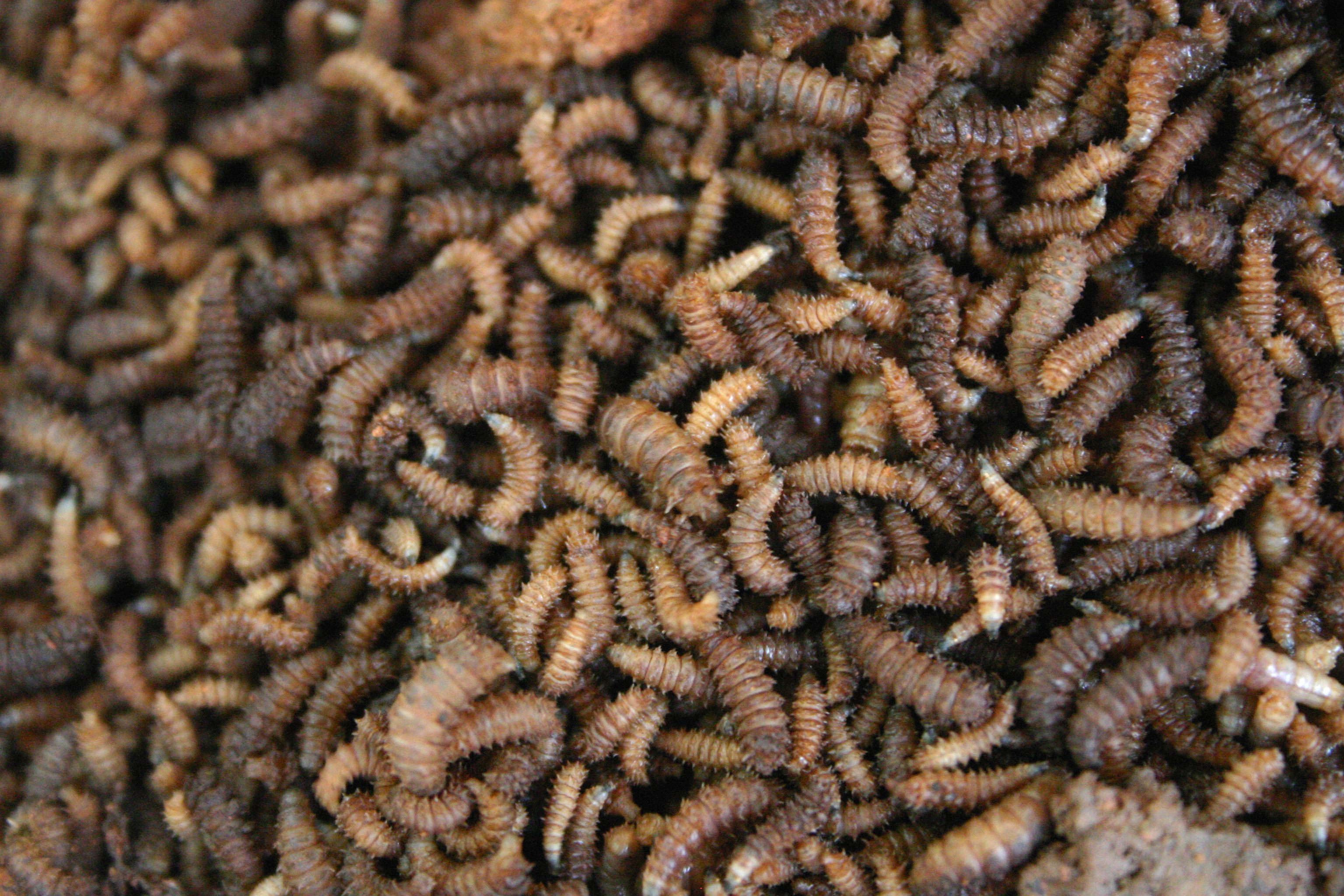
Larvas de moscardones y moscas en un cadáver de un puercoespín de 5 días de edad

Las especies necrófagas son insectos/artrópodos que se alimentan directamente de los restos o de los fluidos liberados por los restos durante el proceso de descomposición. Esta clasificación ecológica incluye muchas especies del orden Diptera (moscas verdaderas) de las familias Calliphoridae (moscardones) y Sarcophagidae (moscas de la carne), y algunas especies del orden Coleoptera (escarabajos). Aunque las especies específicas de artrópodos presentes en los restos varían según la ubicación geográfica, algunos ejemplos de moscardones comunes son Calliphora vicina, Phormia regina, Protophormia terraenovae y Lucilia sericata.
Las especies de moscardones necrófagos suelen ser los primeros en llegar y colonizar un lugar donde hay restos en descomposición. Estas especies se desarrollan a partir de huevos puestos directamente sobre el cadáver y completan su ciclo vital sobre o cerca de los restos. Debido a esto, las especies necrófagas se consideran las más importantes para las estimaciones del intervalo post mortem.Los colonizadores iniciales de mayor importancia son los de la familia Calliphoridae, Sarcophagidae y Muscidae (moscas domésticas), ya que son típicamente los primeros insectos en poner huevos en los restos.
La fase más reciente de la descomposición se caracteriza por la llegada de moscardones necrófagos y moscas de la carne. Estos moscardones también son fuertemente atraídos durante la fase de hinchamiento durante la putrefacción. Muchos dípteros, especialmente sus formas larvarias, participan en la eliminación de material del cadáver, aunque no en una cantidad apreciable. Las especies necrófagas de coleópteros son más fuertemente atraídas durante la fase activa de la putrefacción.

### Depredadores y parásitos de las especies necrófagas

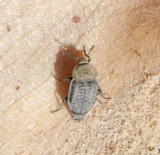
Thanatophilus lapponicus (Herbst), familia Silphidae.

Este papel incluye a aquellos insectos que se alimentan o actúan como parásitos de especies necrófagas. Estos insectos no se alimentan directamente de los restos en descomposición ni de sus fluidos, pero se consideran la segunda función ecológica más importante desde el punto de vista forense. Entre los depredadores de insectos necrófagos se incluyen especies de las familias de Coleoptera Silphidae (escarabajos carroñeros) y Staphylinidae (escarabajos vagabundos). Entre los parásitos se incluyen especies de avispas parásitas, del orden Hymenoptera (familia Braconidae).
Algunas especies de moscardones pueden comenzar su desarrollo larvario en el papel necrófago, alimentándose directamente de los restos, pero se convierten en depredadores durante las etapas larvarias posteriores. Estas especies están catalogadas como esquizófagas y se incluyen en el rol ecológico de depredadores y parásitos.
La mayoría de los escarabajos presentes en los cadáveres son depredadores de larvas de moscardón y no se ocupan directamente de la eliminación de la materia del cadáver. Los escarabajos depredadores pueden llegar al lugar de los restos ya en la fase de hinchamiento de la putrefacción, cuando existe una fuerte atracción por sus presas necrófagas. Algunas de estas especies también pueden permanecer durante la descomposición activa. Durante la fase avanzada de la descomposición se produce un aumento de los insectos depredadores o parásitos de los escarabajos necrófagos.

### Especies omnívoras
Las especies omnívoras se alimentan tanto de los restos en descomposición como de otros insectos asociados a la carroña, normalmente especies necrófagas. Un gran número de insectos omnívoros puede disminuir la velocidad a la que se eliminan los materiales de los cadáveres al reducir el número de larvas necrófagas. Esta categoría incluye especies de hormigas, avispas y algunas especies de escarabajos carroñeros.

### Especies adventicias
Las especies adventicias pueden desempeñar o no un papel importante en la descomposición de los restos. Los artrópodos que desempeñan este papel ecológico no se sienten necesariamente atraídos por los restos en descomposición, sino que los utilizan como una extensión de sus hábitats naturales. Las especies adventicias se originan dentro de la vegetación y los suelos que rodean los restos en descomposición. Estos insectos pueden visitar los restos de vez en cuando, o utilizarlos para ocultarse, pero su presencia sólo puede explicarse por la casualidad. También pueden convertirse en depredadores de las especies necrófagas que se encuentran en los restos. Entre las especies adventicias se incluyen los colémbolos, los ciempiés y las arañas.
El siguiente diagrama muestra la relación entre cada función ecológica y un yacimiento de restos en descomposición.

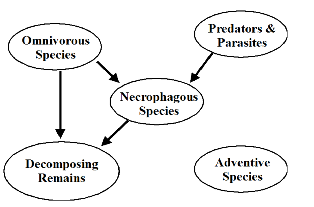
Relaciones a nivel trófico entre los roles ecológicos de los insectos carroñeros. Imagen adaptada de Smith (1986).

## Roles ecológicos de manera resumida
Las funciones ecológicas descritas anteriormente pueden resumirse en dos grandes clasificaciones generales:
1. Entomofauna propiamente cadavérica
2. Entomofauna arbitraria de un cadáver

### Entomofauna propiamente cadavérica
Esta clasificación consiste en insectos necrobiontes que utilizan restos en descomposición como medio permanente necesario para su vida y desarrollo. Los insectos necrobiontes incluyen especializaciones tróficas necrófagas y entomófagas, o especies necrófagas, predadoras/parasíticas y omnívoras.

### Entomofauna arbitraria de un cadáver
Algunos insectos o artrópodos visitan los lugares donde hay carroña, pero no los colonizan. Esta clasificación está formada por aquellos insectos para los que los restos en descomposición no son una característica permanente para su desarrollo. La especialización trófica adventicia entra dentro de esta categoría.

## Relevancia forense
Cada grupo o especie de insecto será atraído a los restos en diferentes etapas de descomposición, ya que los cambios dentro de los restos resultan en la disponibilidad de diferentes recursos. El orden predecible en el que los grupos de insectos descritos anteriormente son atraídos y observados en los restos se conoce como patrón de sucesión, y puede ser utilizado en investigaciones forenses para estimar el intervalo post mortem (PMI) o tiempo transcurrido desde el momento de la muerte. Este método de estimación del PMI es más útil en las últimas etapas de la descomposición.
Un segundo método de determinación del intervalo post mortem, en etapas tempranas de descomposición, mediante pruebas de insectos, que se basa en las tasas de desarrollo de los artrópodos colonizadores. Este método se aplica generalmente a los moscardones necrófagos, ya que a menudo son los primeros en colonizar y están asociados con los cadáveres durante el período más largo. Las tasas de maduración sólo son útiles en las investigaciones forenses hasta que la primera generación nueva ha completado su maduración y abandonado los restos.